# Deparia dickasonii
Deparia dickasonii là một loài thực vật có mạch trong họ Woodsiaceae. Loài này được M. Kato miêu tả khoa học đầu tiên năm 1984.